# 1952 en photographie
| Années de la photographie : 1949 - 1950 - 1951 - 1952 - 1953 - 1954 - 1955    |
| Décennies de la photographie : 1920 - 1930 - 1940 - 1950 - 1960 - 1970 - 1980 |

Cet article présente les faits marquants de l'année 1952 en photographie.

## Événements
- Invention du Procédé Fresson de tirage photographique quadrichrome au charbon direct, mis au point par Pierre Fresson et son fils Michel Fresson[1].
- Les photographes américains Ansel Adams, Minor White, Barbara Morgan, Dorothea Lange, Nancy Newhall et Beaumont Newhall créent la fondation Aperture (en), institution artistique à but non lucratif consacrée à la photographie, qui édite la revue trimestrielle Aperture dont le premier numéro paraît au printemps[2].
- Création de la marque soviétique (puis russe) Zenit  d'appareils photographiques, produits par les usines KMZ (Krasnogorskii Mekhanitcheskii Zavod) à Krasnogorsk, dans la banlieue de Moscou ; elle est associée aux reflex 35 mm.
- 14 février : la maison de ventes aux enchères Swann Auction Galleries, spécialisée en livres anciens, organise à New York une vente intitulée The first complete auction of Photographica in America. A panoramic history of the art of photography as applied to book illustration, from its inception up to date, qui disperse la collection d' Albert E. Marshall, un ingénieur amateur de photographie[3],[4].

## Photographies notables
- L'historien de la photographie Helmut Gernsheim refait connaître le Point de vue du Gras, première photographie permanente réussie de l'histoire de la photographie, prise par Nicéphore Niépce en 1827, qu'il avait donnée au botaniste autrichien Franz Andreas Bauer et qui était tombée dans l'oubli ; la photographie est exposée la même année à l'Exposition mondiale de la photographie à Lucerne en Suisse ; la compagnie Kodak en réalise une copie[5],[6].
- Willy Rizzo réalise pour Paris Match 28 pages de photographies en exclusivité du pape Pie XII ; ce sont les premières réalisées par un photographe non attitré du Vatican.

## Livres de photographie
- Henri Cartier-Bresson, Images à la sauvette, Paris, éditions Verve ; 126 photographies à pleine page de Cartier-Bresson et une couverture d'Henri Matisse[7].
- Robert Doisneau, Picasso, Souillac, Le Point, 56 p.
- (de) (fr) (en) Otto Steinert, Franz Roh, Subjektive Fotografie : ein Bildband moderner europaïscher Fotografie - Un recueil de photographies modernes européennes - A collection of modern European photography, Bonn, Auer Verlag, 40-111 p.
- Paul Strand, texte de Claude Roy, La France de profil, Lausanne, éditions Clairefontaine, 121 p.[8].
- Ylla, Tico-Tico, texte de Georges Ribemont-Dessaignes, Paris, Gallimard, 1952, 32 p. Extrait en ligne)[9].

## Expositions
- 15 mai - 31 juillet : Exposition mondiale de la photographie / Weltausstellung der Photographie, Musée des beaux-arts, Lucerne, Suisse[5],[10].
- mai - juin : exposition du groupe des XV, hall de la revue Adam, Paris[11].

## Festivals et congrès photographiques
- 7e Salon national de la photographie, Bibliothèque nationale, Paris[12],[13].

## Prix et récompenses

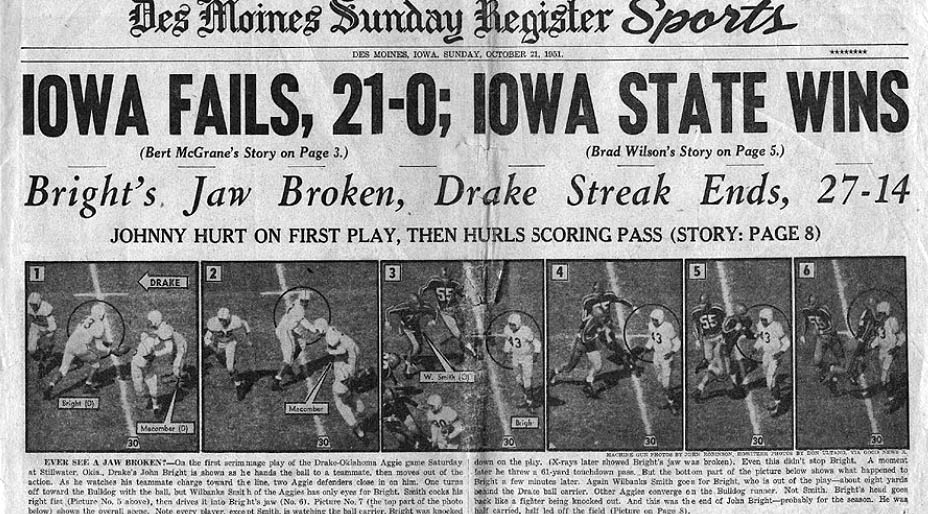
La une du The Des Moines Register, 21 octobre 1951.

- Prix Pulitzer de photographie : John Robinson et Don Ultang, pour une séquence de six photographies publiées  dans le quotidien The Des Moines Register le 21 octobre 1951 représentant un match de football américain à la Drake University au cours duquel la mâchoire du joueur afro-américain Drake Johnny Bright a été délibérément brisée[14].
- Médaille du progrès de la Royal Photographic Society : Charles E. Mees.
- : création du Prix de la Société de photographie du Japon.

## Naissances
- 19 janvier : 
  - Peter Marlow, photographe de presse britannique, membre de l'agence Magnum, mort le 21 février 2016.
  - Alix Cléo Roubaud, photographe et écrivaine française d'origine canadienne, morte le 28 janvier 1983.
- 11 février : Bruno de Monès, photographe français.
- 12 février : René Taesch, photographe et performeur français, mort le 9 mars 2021.
- 27 février : Walter Niedermayr, photographe et architecte italien.
- 13 mars : Antonio Ávila, artiste et photographe espagnol, mort le 26 novembre 1984.
- 15 mars : Willy Puchner, artiste et photographe autrichien.
- 22 mars : Bernard Pras, artiste photographe plasticien français.
- 27 avril : 
  - Nadja Athanasiou, photographe suisse
  - Jean-Michel Marchetti, peintre et photographe français.
- 28 avril : Jean Guichard, photographe français.
- 3 mai : Claudio Edinger, photographe brésilien.
- 5 mai : 
  - Libuše Jarcovjáková, photographe tchèque.
  - Alex Webb, photographe américain, membre de l'agence Magnum.
- 22 mai : Manuel Vilariño, photographe espagnol.
- 23 mai : Martin Parr, photographe documentaire britannique, membre de l'agence Magnum.
- 29 mai : Jean-Marc Zaorski, photographe et éditeur français, lauréat en 1986 du Prix Niépce.
- 31 mai : Carole Achache, écrivaine, photographe et actrice française, morte le 1er mars 2016.
- 4 juin : Jean-Marc Bustamante, artiste et photographe français.
- 9 juin : Marc Solal, photographe français.
- 16 juin : Tibor Huszár, photographe slovaque.
- 24 juin : Marc Pataut, photographe et artiste français.
- 2 juillet : Ginette Bouchard, photographe canadienne, morte le 2 avril 2004.
- 15 juillet : James Balog, photographe américain.
- 26 juillet : Reza Deghati dit Reza, photojournaliste français d’origine azérie d’Iran, lauréat en 2010 de l'Infinity Award du photojournalisme.
- 1er août : David Nebreda, photographe espagnol.
- 12 août : Gueorgui Pinkhassov, photographe franco-russe, membre de l'agence Magnum.
- 13 août : Herb Ritts, photographe de mode américain, mort le 26 décembre 2002.
- 30 août : Júlia Ventura, peintre et photographe portugaise.
- 24 septembre : Francis Apesteguy, reporter-photographe indépendant français, mort le 30 janvier 2022.
- 3 octobre : Jean-Philippe Reverdot, photographe français, mort le 4 juin 2020.
- 7 octobre : Mitsugu Ōnishi, photographe japonais, lauréat en 1992 du Prix Kimura Ihei.
- 26 octobre : Hiromi Nagakura, photographe japonais, lauréat en 2003 du Prix de photographie de Sagamihara.
- 15 novembre : Luc Choquer, photographe français, lauréat en 1992 du prix Niépce.
- 18 décembre : 
  - Bettina Rheims, photographe portraitiste française.
  - Hocine, photographe et photojournaliste algérien.
- 21 décembre : Éric Valli, photographe et réalisateur français.

- Date précise inconnue ou non renseignée :
  - Hans-Jürgen Burkard, photographe et photojournaliste allemand.
  - Fouad Elkoury, photographe et vidéaste libanais.
  - Mitch Epstein, photographe américain.
  - Libuše Jarcovjáková, photographe tchèque.
  - Lesley Lawson, photographe sud-africaine.
  - Gary Lee (Gurrulan), photographe australien aborigène.

## Décès
- 16 mai : Frances Benjamin Johnston, photographe et photojournaliste américaine, née le 15 janvier 1864.
- 9 juin : Alice Austen, photographe amatrice américaine, née le 17 mars 1866.
- 19 octobre : Edward Sheriff Curtis, ethnologue et photographe américain, né le 16 février 1868.
- 20 décembre : Paul Boyer, photographe français, né le 27 septembre 1861.

## Célébrations
Centenaire de naissance
- Gildaldo Bassi
- Ilario Carposio
- Rose Clark
- Juan Comba
- Antonio Esplugas
- Tomaso Filippi
- Victor Franck
- Henrietta Gilmour
- Thomas Alfred Grut
- Gertrude Käsebier
- Marguerite Naville
- Guglielmo Plüschow
- Santiago Ramón y Cajal
- Georges Révoil
- Ermanno Stradelli